# Emma Hinze

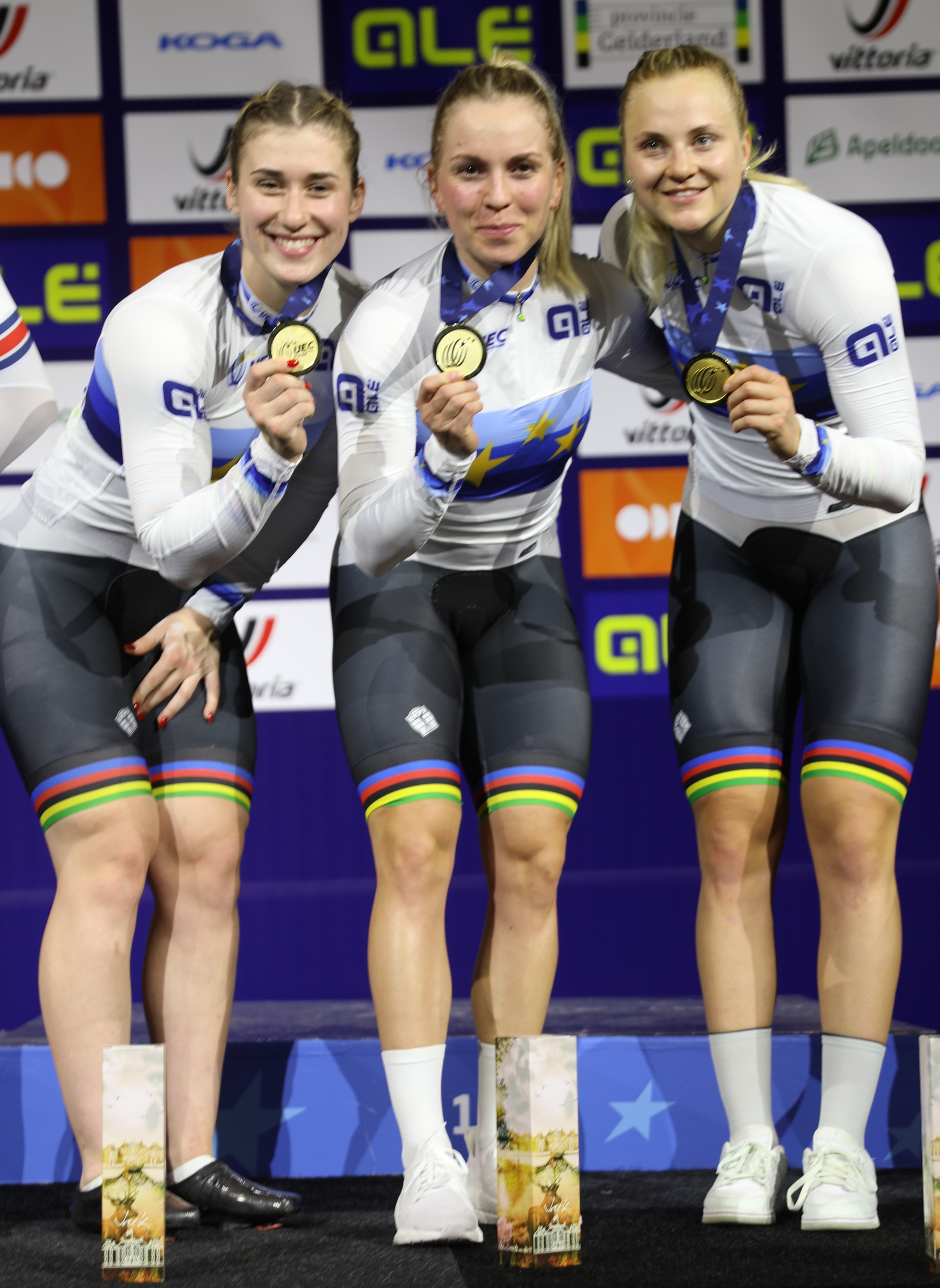
Emma Hinze (M.) mit Pauline Grabosch (l.) und Lea Sophie Friedrich als Europameisterinnen im Teamsprint (2024)

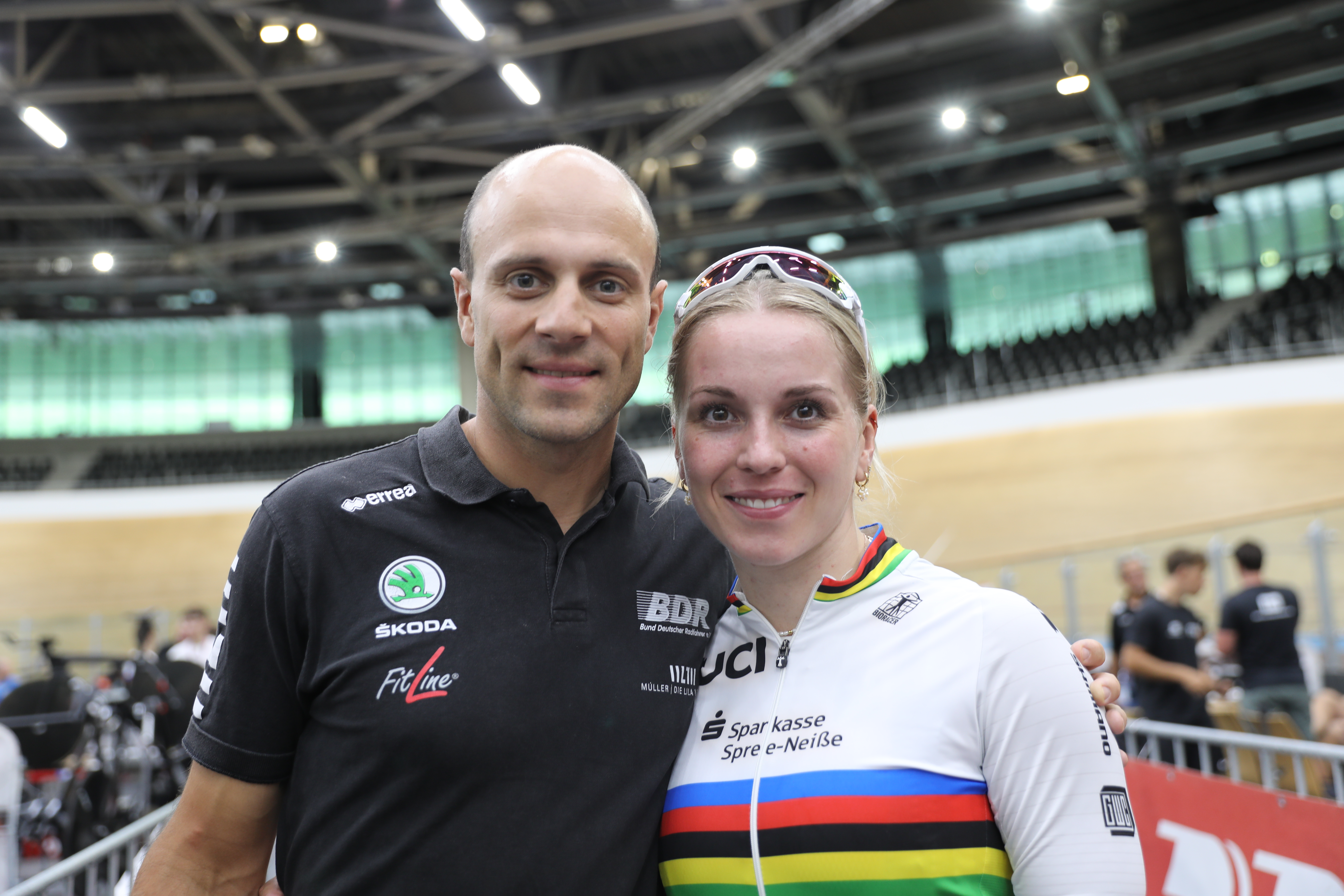
Emma Hinze und ihr Lebenspartner Maximilian Levy (2024)

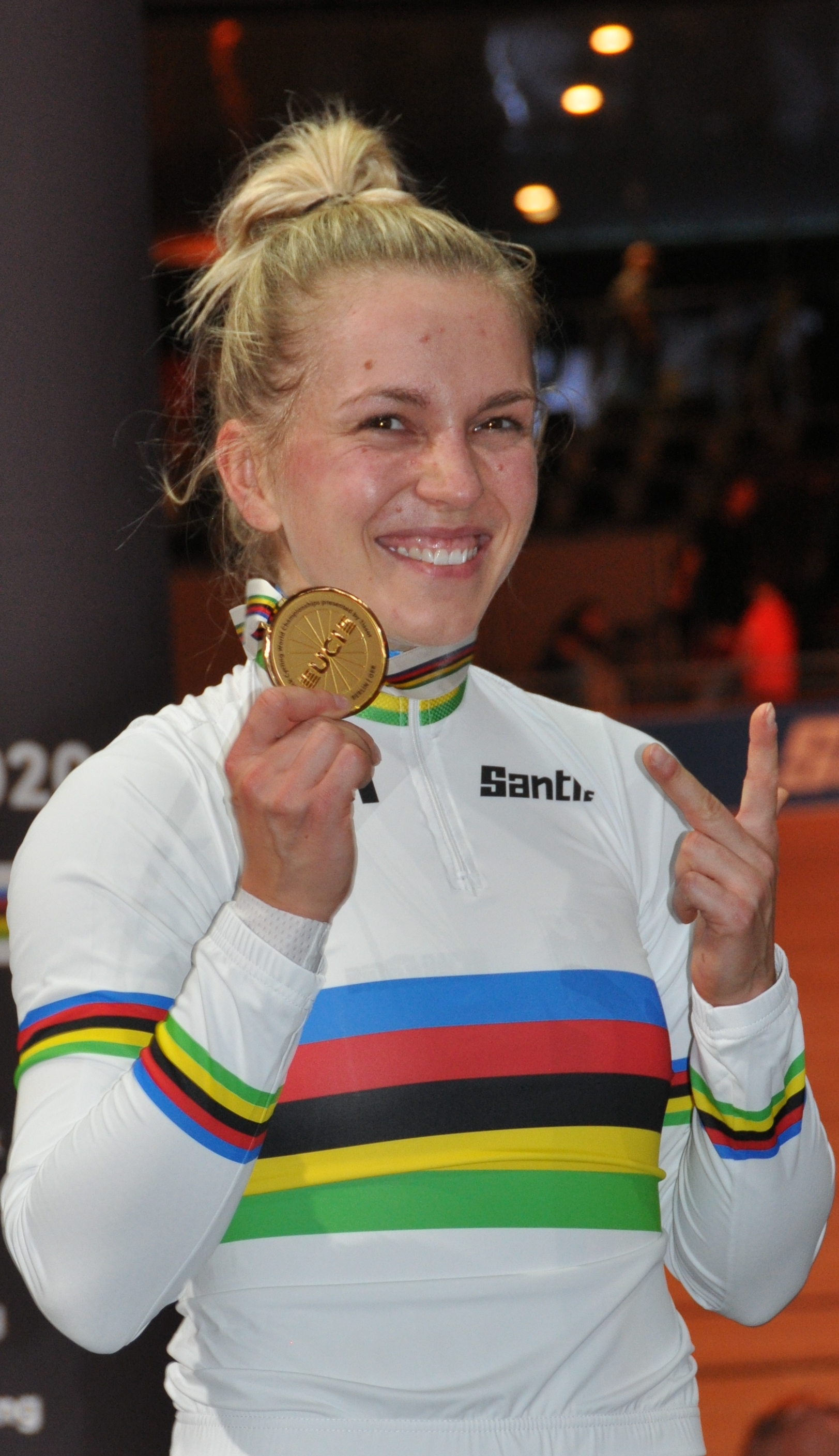
Weltmeisterin im Keirin (2020)

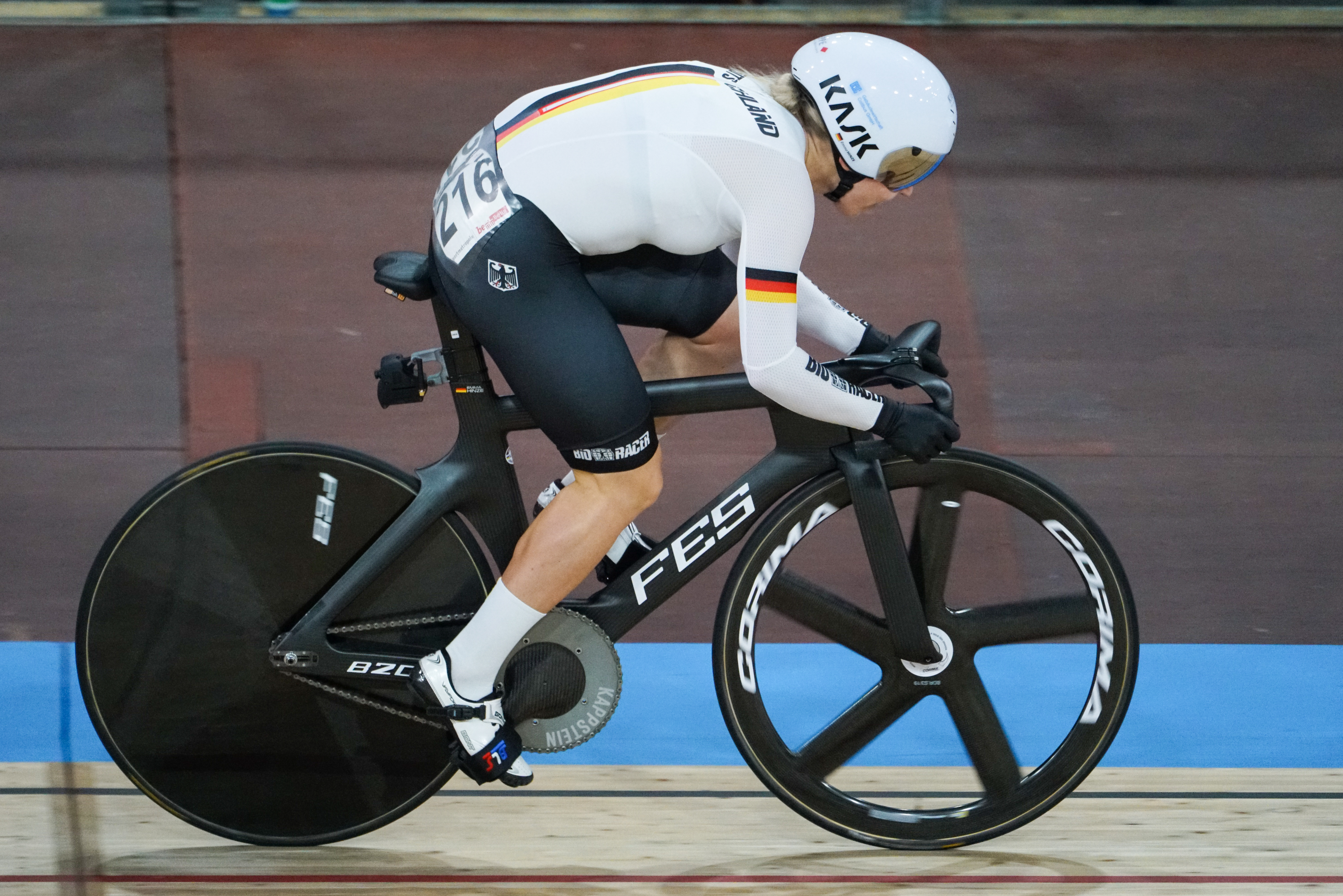
Hinze im Keirin-Wettbewerb der Bahn-WM 2020

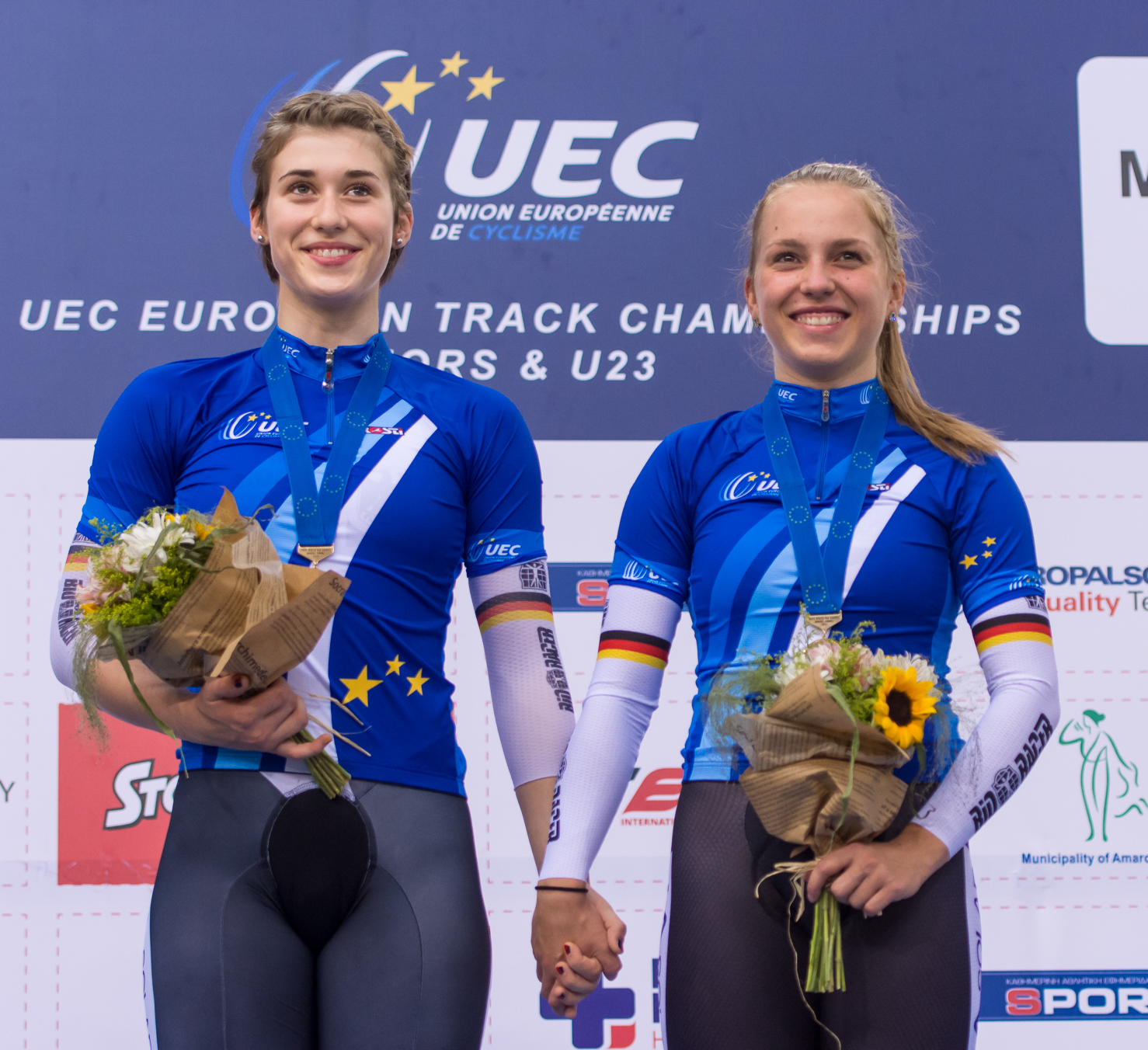
Emma Hinze (r.) mit Pauline Grabosch bei den Junioren-Europameisterschaften 2015

Emma Hinze (* 17. September 1997 in Hildesheim) ist eine deutsche Bahnradsportlerin. Sie wurde acht Mal Weltmeisterin in Kurzzeitdisziplinen (bis einschließlich 2023) und gewann bei den Olympischen Spielen 2020 die Silbermedaille und bei den Olympischen Spielen 2024 die Bronzemedaille im Teamsprint.

## Sportliche Laufbahn

### Als Juniorin
2014 wurde Emma Hinze im Teamsprint gemeinsam mit Doreen Heinze in neuer deutscher deutschen Rekord-Zeit von 34,689 Sekunden Junioren-Europameisterin. Im Sprint errang sie Silber. Bei den Junioren-Bahnweltmeisterschaften rund eine Woche später errangen Hinze und Heinze den Weltmeistertitel im Teamsprint. Emma Hinze wurde zudem mit der neuen deutschen Rekordzeit von 35,662 Sekunden Dritte im 500-Meter-Zeitfahren. Diesen deutschen Rekord hatte Doreen Heinze erst kurz zuvor bei den Bahn-Europameisterschaften verbessert.
Bei den deutschen Meisterschaften im Bahnradsport Anfang September 2014 in Cottbus belegte Emma Hinze die ersten Plätze im 500-Meter-Zeitfahren, im Teamsprint und im Keirin sowie den zweiten Platz im Sprint (alles Juniorinnen). Im Teamsprint der Frauen belegte sie zusammen mit Miriam Welte ebenfalls den zweiten Platz und war mit drei Gold- und zwei Silbermedaillen die erfolgreichste Teilnehmerin dieser Meisterschaft. Im Jahr darauf wurde Emma Hinze vierfache Junioren-Meisterin im Sprint, Zeitfahren, Teamsprint und Keirin und war mit vier Goldmedaillen erneut erfolgreichste Teilnehmerin einer nationalen Meisterschaft.
2015 errang Hinze in Athen die Titel der Junioren-Europameisterin im Sprint und im Zeitfahren, jeweils vor ihrer Landsfrau Pauline Grabosch, sowie die Titel im Keirin und gemeinsam mit Grabosch im Teamsprint. Damit war sie zum wiederholten Male die erfolgreichste Teilnehmerin von Meisterschaften, die allerdings auf internationaler Ebene stattfanden.
Bei den Junioren-Bahnweltmeisterschaften 2015 in Astana (Kasachstan) wurde Emma Hinze dreifache Junioren-Weltmeisterin im Teamsprint, Sprint und Keirin. Dabei stellte sie zusammen mit Pauline Grabosch einen neuen Weltrekord im Teamsprint auf. In der Sprint-Qualifikation verbesserte sie den deutschen Rekord aus dem Jahr 1994 über 200 m fliegend auf 11,270 Sekunden. Zusätzlich gewann sie die Silbermedaille im 500 m Zeitfahren mit der weltweit zweitbesten jemals von einer Juniorin gefahrenen Zeit.

### In der Elite
2016 errang Emma Hinze ihren ersten Titel in der Elite, als sie deutsche Meisterin im Keirin wurde. Bei ihren ersten Weltcupstarts im Februar 2017 belegte sie in Cali im Sprint Rang vier und in Los Angeles Rang sechs, in der Weltcup-Gesamtwertung Rang zehn. Beim fünften Lauf des Bahnrad-Weltcups in Minsk gewann sie gemeinsam mit Pauline Grabosch den Teamsprint. Bei den Bahneuropameisterschaften 2018 errang sie mit Miriam Welte Bronze im Teamsprint wie auch bei den Weltmeisterschaften 2019. Im November 2019 gewann sie in Minsk den Keirin-Wettbewerb beim ersten Lauf des Bahn-Weltcups und damit ihre erste Einzelmedaille im Elitebereich.
2020 wurde Emma Hinze bei den Bahnweltmeisterschaften in Berlin dreifache Weltmeisterin: Sie gewann jeweils Gold im Sprint, im Keirin sowie mit Grabosch und Lea Sophie Friedrich im Teamsprint. In der Sprintqualifikation über 200 Meter (fliegend) stellte sie mit 10,364 Sekunden einen neuen deutschen Rekord auf.
2021 startete Hinze bei den Olympischen Spielen in Tokio im Sprint, im Keirin und im Teamsprint. Im Teamsprint gewann sie zusammen mit ihrer Teamkollegin Lea Sophie Friedrich Silber und wurde dafür am 8. November 2021 vom Bundespräsidenten – zusammen mit ihrer Partnerin – mit dem Silbernen Lorbeerblatt ausgezeichnet. Im Sprint verlor sie das Rennen um Bronze und verpasste als Vierte knapp eine weitere Medaille. Im Keirin belegte sie in ihrem Halbfinale den letzten Platz und gewann anschließend das Rennen um die Plätze 7 bis 12, so dass sie am Ende Platz 7 belegte.
2022 wurde Emma Hinze in München dreifache Europameisterin im 500-Meter-Zeitfahren, Sprint, Teamsprint (mit Lea Sophie Friedrich und Pauline Grabosch) sowie Weltmeisterin im Teamsprint (mit Friedrich und Grabosch); im Zeitfahren errang sie Silber und im Sprint Bronze. Im Jahr darauf holte sie zwei weitere Titel als Europameisterin. Bei den Weltmeisterschaften 2023 wurde sie Weltmeisterin im Teamsprint sowie im Zeitfahren. Sowohl 2023 wie 2024 holte sie weitere Titel bei Europameisterschaften, so dass sie bei einschließlich 2024 sechs Mal Europameisterin wurde.
2024 wurde Hinze für den Start bei den Olympischen Spielen in Paris nominiert, wo sie im Sprint, im Keirin und im Teamsprint startete. Dabei gewann sie im Teamsprint mit Pauline Grabosch und Lea Sophie Friedrich Bronze, im Keirin wurde sie Fünfte und im Sprint Sechste. Am 17. August 2024 stellte sie im Rahmen der deutschen Bahnmeisterschaften im Berliner Velodrom mit 27,063 Sekunden einen neuen Weltrekord über 500 Meter bei fliegendem Start auf. Damit verbesserte sie einen seit 2016 bestehenden Rekord über 28,970 Sekunden, den Kristina Vogel im Jahr 2016 aufgestellt hatte.

## Ehrungen
- 2015: deutscher Juniorsportler des Jahres (mit Pauline Grabosch als Mannschaft des Jahres), 2. Platz in der Einzelwertung[5][6]
- 2015: Nachwuchssportlerin des Jahres von Brandenburg[7]
- 2015: deutsche Nachwuchsradsportlerin des Jahres[8]
- 2015: Eliteschüler des Sports (gemeinsam mit Pauline Grabosch)[9]
- 2019: Sportlerin des Jahres von Brandenburg
- 2020: Radsportlerin des Jahres
- 2020: 3. Platz Sportlerin des Jahres
- 2020: Sportsoldatin des Jahres
- 2021: Sportlerin des Jahres von Brandenburg
- 2021: Eintrag in das Goldene Buch der Stadt Hildesheim
- 2022: Ehrung auf dem Weg des Ruhmes in Cottbus[10]
- 2022: Radsportlerin des Jahres
- 2022: Sportlerin des Jahres von Brandenburg
- 2023: Sportlerin des Jahres von Brandenburg
- 2024: Silbernes Lorbeerblatt[11]

## Privates
Emma Hinzes Bruder Carl ist ebenfalls erfolgreich als Radsportler aktiv. 2019/20 war sie mit dem Radsportler Maximilian Dörnbach liiert. Seit 2021 hat sie eine Beziehung mit Maximilian Levy.
Emma Hinze ist Sportsoldatin im Rang einer Hauptgefreiten und Angehörige der Sportfördergruppe der Bundeswehr Frankfurt (Oder) in Brandenburg. 2020 wurde sie vom Generalleutnant Martin Schelleis, dem Inspekteur der Streitkräftebasis, mit dem Preis der Sportsoldatin 2020 ausgezeichnet.
Im Oktober 2022 absolvierte Hinze erfolgreich ihre Ausbildung zum DOSB-Trainer A Leistungssport.

## Erfolge
2014
- Junioren-Weltmeisterin – Teamsprint (mit Doreen Heinze)
- Junioren-Weltmeisterschaft – 500-Meter-Zeitfahren
- Junioren-Europameisterin – Teamsprint (mit Doreen Heinze)
- Junioren-Europameisterschaft – Sprint
- Deutsche Junioren-Meisterin – Keirin, 500-Meter-Zeitfahren, Teamsprint (mit Monique Winkelblech)

2015
- Junioren-Weltmeisterin – Sprint, Keirin, Teamsprint (mit Pauline Grabosch)
- Junioren-Weltmeisterschaft – 500-Meter-Zeitfahren
- Junioren-Europameisterin – Keirin, Sprint, 500-Meter-Zeitfahren, Teamsprint (mit Pauline Grabosch)
- Deutsche Junioren-Meisterin – Keirin, Sprint, 500-Meter-Zeitfahren, Teamsprint (mit Siri Bewersdorff)

2016
- Deutsche Meisterin – Keirin

2018
- Weltcup in Minsk – Teamsprint (mit Pauline Grabosch)
- Europameisterschaft – Teamsprint (mit Miriam Welte)
- Deutsche Meisterin – Keirin

2019
- Weltmeisterschaft – Teamsprint (mit Miriam Welte)
- Europameisterschaft – Teamsprint (mit Lea Sophie Friedrich)
- Weltcup in Minsk – Keirin
- Weltcup in Hongkong – Teamsprint (mit Pauline Grabosch)
- Deutsche Meisterin – 500-Meter-Zeitfahren, Teamsprint (mit Miriam Welte)

2020
- Weltmeisterin – Sprint, Keirin, Teamsprint (mit Lea Sophie Friedrich und Pauline Grabosch)

2021
- Olympische Spiele – Teamsprint (mit Lea Sophie Friedrich)
- Weltmeisterin – Sprint, Teamsprint (mit Lea Sophie Friedrich und Pauline Grabosch)
- UCI Track Champions League – Kurzzeit-Gesamtwertung / vier Einzelsiege

2022
- Nations’ Cup in Milton – Sprint, Teamsprint (mit Lea Sophie Friedrich und Pauline Grabosch)
- Deutsche Meisterin – Sprint, Keirin, 500-Meter-Zeitfahren, Teamsprint (mit Lea Sophie Friedrich und Sandra Hainzl)
- Europameisterin – 500-Meter-Zeitfahren, Sprint, Teamsprint (mit Lea Sophie Friedrich und Pauline Grabosch)
- Weltmeisterin – Teamsprint (mit Lea Sophie Friedrich und Pauline Grabosch)
- Weltmeisterschaft – 500-Meter-Zeitfahren
- Weltmeisterschaft – Sprint

2023
- Europameisterin – 500-Meter-Zeitfahren, Teamsprint (mit Pauline Grabosch, Lea Sophie Friedrich und Alessa-Catriona Pröpster)
- Europameisterschaft – Keirin
- Nations Cup in Jakarta – Teamsprint (mit Lea Sophie Friedrich, Pauline Grabosch und Alessa-Catriona Pröpster)
- Deutsche Meisterin – Keirin, 500-Meter-Zeitfahren, Sprint und Teamsprint (mit Lea Sophie Friedrich und Pauline Grabosch)
- Weltmeisterin – 500-Meter-Zeitfahren, Teamsprint (mit Lea Sophie Friedrich und Pauline Grabosch)

2024
- Europameisterin – Teamsprint (mit Pauline Grabosch und Lea Sophie Friedrich)
- Europameisterschaft – Sprint
- Nations Cup in Adelaide – Sprint
- Olympische Spiele – Teamsprint (mit Pauline Grabosch und Lea Sophie Friedrich)
- Deutsche Meisterin – 500-Meter-Zeitfahren